# Визнер, Даниэль
Даниэль Визнер (чеш. Daniel Wiesner; род. 1969) — чешский пианист.
Учился в Пражской консерватории у Валентины Камениковой, затем в Академии музыкального искусства у Петера Топерчера. В 1988—1990 гг. совершенствовал своё мастерство в Германии под руководством Рудольфа Керера. В 1990 г. выиграл Шотландский международный конкурс пианистов.
Гастролировал в различных европейских странах, а также в США, Иордании и Тунисе. Как ансамблист участвовал в различных коллективах, в том числе в составе ансамбля «In modo camerale» был в 1996 г. удостоен премии Чешского общества камерной музыки. Выступал с такими дирижёрами, как Джон Элиот Гардинер, Чарльз Маккерас, Серж Бодо, Иржи Белоглавек. Записал вместе с Петром Йиржиковским редакцию цикла Бедржиха Сметаны «Моя родина» для фортепиано в четыре руки (впервые), а также ряд произведений Сергея Прокофьева, К. Б. Йирака, Милослава Кабелача.
В 2008—2013 гг. преподавал в Пардубицкой консерватории. С 2012 г. преподаёт в Академии музыкального искусства в Праге.
Лауреат премии чешской секции Международного музыкального совета (2008).